# Fraunhofer IVV, Außenstelle für Verarbeitungsmaschinen und Verpackungstechnik

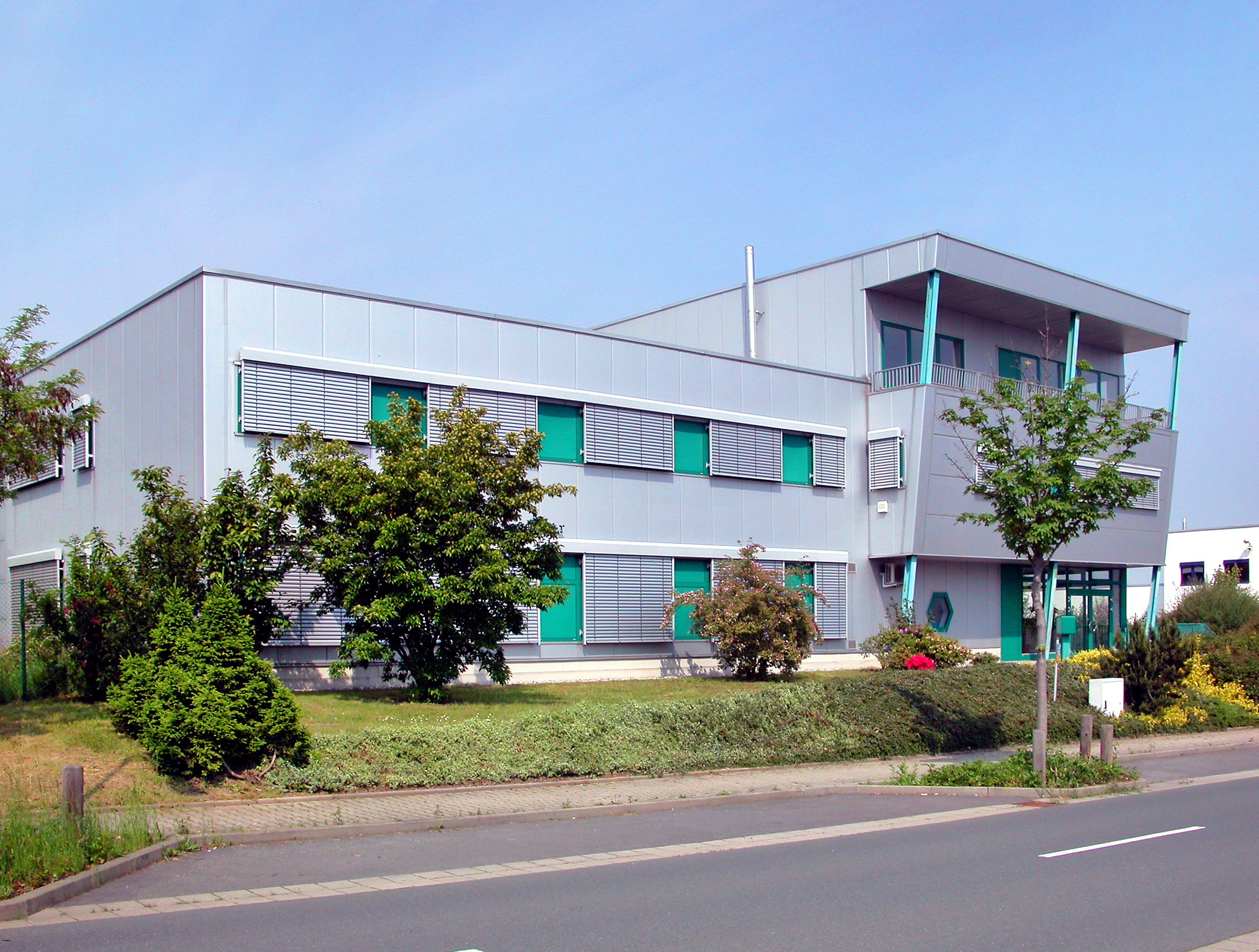
Fraunhofer für Verarbeitungsmaschinen und Verpackungstechnik, Standort Dresden im Gewerbegebiet Coschütz/Gittersee

Am Fraunhofer IVV, Institutsteil Verarbeitungstechnik wird das Geschäftsfeld Verarbeitungsmaschinen bearbeitet. Es ist eines von vier Geschäftsfeldern des Fraunhofer-Instituts für Verfahrenstechnik und Verpackung (IVV). Seine Aktivitäten sind der angewandten Forschung und Entwicklung im Fach Ingenieurwissenschaft auf dem Gebiet der Verarbeitungsmaschinen und Verpackungstechnik zuzuordnen.

## Forschung und Entwicklung
Das Fraunhofer IVV Dresden ist auf dem Gebiet der maschinellen Verarbeitung und Verpackung tätig, dessen Zielbranchen sowohl in der Lebensmittel-, Pharma- und Verpackungsbranche sowie auch in der  Medizintechnik, Automobilindustrie und industriellen Bauteilreinigung zu finden sind. Als eines von vier Geschäftsfeldern des Fraunhofer IVV in Freising hat das Geschäftsfeld »Verarbeitungsmaschinen« seinen Forschungsstandort in der Außenstelle für Verarbeitungsmaschinen und Verpackungstechnik in Dresden.
Die Forschungsschwerpunkte im Überblick:
Verarbeitung flexibler Materialien
Die Schwerpunkte in diesem Bereich liegen unter anderem in der Erforschung der Wirkmechanismen und die Fehleranalyse in Siegel-/Schweißprozessen, in der Evaluierung des Siegel- und Schweißverhaltens von flexiblen Materialien und Optimierung der Prozesse beim Wärmekontakt-, Ultraschall- und Lasersiegeln sowie in der Untersuchung des realen Prozessumfeldes z. B. einer Schlauchbeutelmaschine mit Begasungsmöglichkeit oder einer Thermoform-, Füll- und Verschließmaschine.
Industrielle Reinigungstechnologien
Die Kompetenz des Themenfeldes „Industrielle Reinigungstechnologien“ liegt im Bereich der offenen und geschlossenen Reinigungsprozesse. Ergänzt wird dies durch umfangreiche Erfahrungen bei der Entwicklung von neuartigen Reinigungsverfahren und hygienegerechter Prozessgestaltung.
Prozessanalysen
Die Kernkompetenzen dieses Forschungsschwerpunktes  liegen in der Entwicklung und Auswahl geeigneter Diagnosesysteme unter Berücksichtigung einer anwendungsnahen und reproduzierbaren Abbildung der Prozessbedingungen  sowie in der Durchführung von bewertenden Untersuchungen von Verarbeitungsmaschinen und -anlagen hinsichtlich Effektivität und Verfahrenskosten. Im Bereich der Thermoformung liegt besonderes Augenmerk auf der Entwicklung neuartiger, effizienter Technologien sowie der Optimierung des Thermoformprozesses.